# 伏见俊昭
伏见俊昭（日语：／ Fushimi Toshiaki，1976年2月4日—），日本男子自行车运动员。他曾代表日本参加2004年和2008年夏季奥林匹克运动会自行车比赛，其中2004年奥运会获得男子团体竞速赛银牌。